# Landkreis Glogau

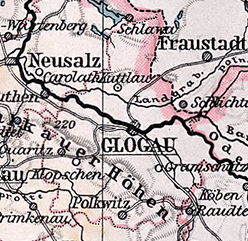
Der Landkreis Glogau in den Grenzen von 1820 bis 1932

Der Landkreis Glogau war ein preußischer Landkreis in Schlesien, der von 1742 bis 1945 bestand. Seine Kreisstadt war die Stadt Glogau, die seit 1920 einen eigenen Stadtkreis bildete. Das ehemalige Territorium des Landkreises liegt heute in den polnischen Powiaten Głogowski, Nowosolski, Polkowicki und Wschowski.

## Verwaltungsgeschichte
Nach der Eroberung des größten Teils von Schlesien durch Preußen im Jahre 1741 wurden durch die königliche Kabinettsorder vom 25. November 1741 in Niederschlesien die preußischen Verwaltungsstrukturen eingeführt. Dazu gehörte die Einrichtung zweier Kriegs- und Domänenkammern in Breslau und Glogau sowie deren Gliederung in Kreise und die Einsetzung von Landräten zum 1. Januar 1742.
Im Fürstentum Glogau wurden aus den sechs bestehenden alten schlesischen Weichbildern Freystadt, Glogau, Grünberg, Guhrau, Schwiebus und Sprottau preußische Kreise gebildet. Als erster Landrat des Kreises Glogau wurde Wenzel Friedrich von Stosch eingesetzt. Der Kreis unterstand der Kriegs- und Domänenkammer Glogau, aus der im Zuge der Stein-Hardenbergischen Reformen 1815 der Regierungsbezirk Liegnitz der Provinz Schlesien hervorging.
Bei der Kreisreform vom 1. Januar 1820 im Regierungsbezirk Liegnitz gab der Kreis Glogau die Stadt Schlawa sowie die Dörfer Aufzug, Beitsch, Deutsch Tarnau, Goihle, Groß Würbitz, Hammer, Josephshof, Kattersee, Klein Würbitz, Köllmchen, Krolckwitz, Laubegast, Liebenzig, Malschwitz, Mäusewinkel, Neuckersdorf, Nieder Bäsau, Ober Bäsau, Pürschkau, Rädichen, Schlawa, Sperlingswinkel und Zöbelwitz an den Kreis Freystadt sowie die Dörfer Grunwald, Jäschane, Kolzig, Lipke, Neu Otternstädt und Schlabrendorf an den Kreis Grünberg ab. Die Dörfer Böcken, Eisemost, Friedrichswalde, Gühlichen, Heinzendorf, Herbersdorf, Neudorf, Neuguth, Nieder Gläsersdorf, Ober Gläsersdorf, Parchau und Petersdorf wechselten aus dem Kreis Glogau in den Kreis Lüben.

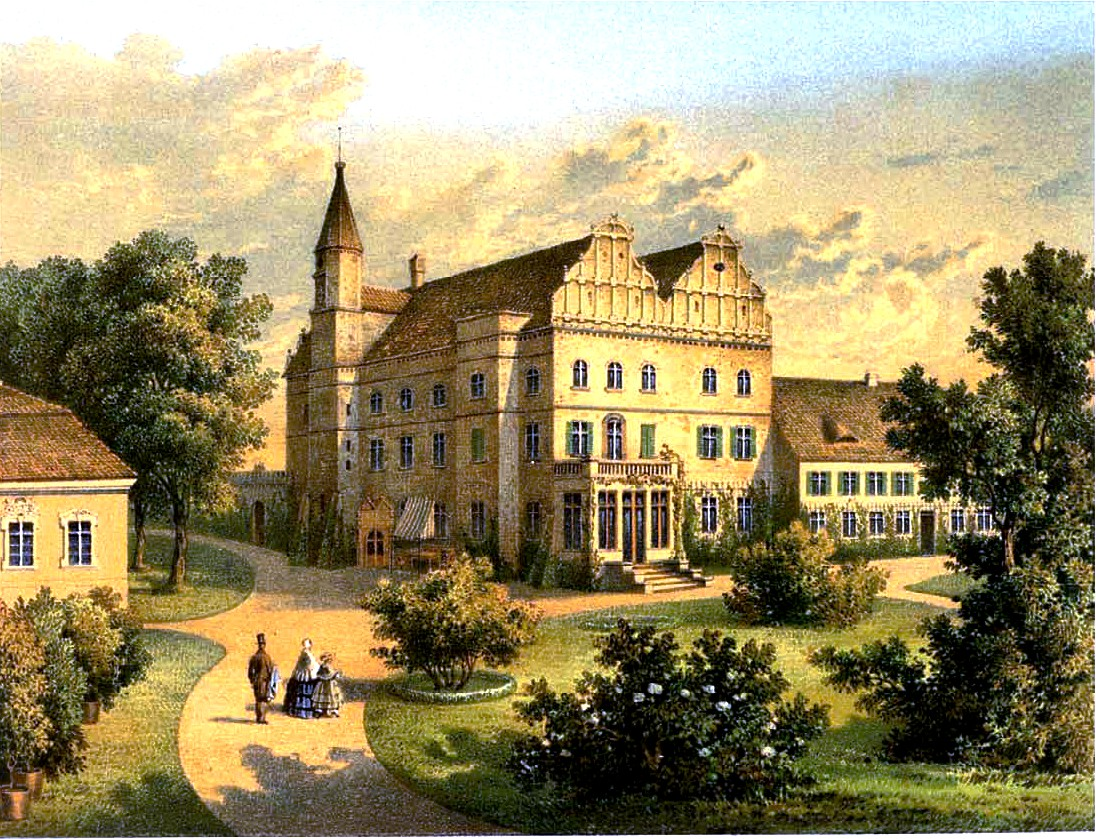
Schloss Klein-Tschirnau
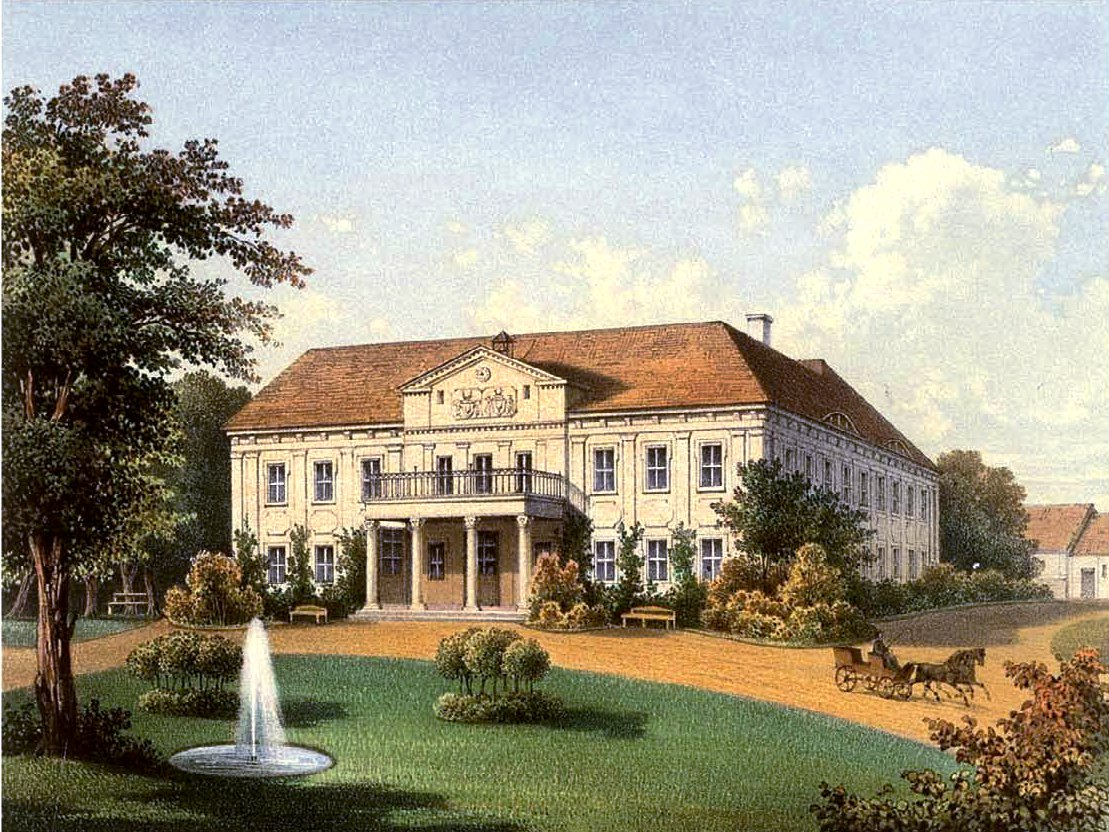
Schloss Quaritz

Seit dem 1. Juli 1867 gehörte Preußen zum Norddeutschen Bund und ab dem 1. Januar 1871 zum Deutschen Reich. Zum 8. November 1919 wurde die Provinz Schlesien aufgelöst. Aus den Regierungsbezirken Breslau und Liegnitz wurde die Provinz Niederschlesien gebildet.
Zum 1. April 1920 schied die Stadt Glogau aus dem Kreis aus und wurde zu einem Stadtkreis erhoben. Gleichzeitig erhielt der bisherige Kreis Glogau die Bezeichnung Landkreis. Zum 30. September 1928 fand im Landkreis Glogau wie im übrigen Freistaat Preußen eine Gebietsreform statt, bei der nahezu alle Gutsbezirke aufgelöst und benachbarten Landgemeinden zugeteilt wurden.
Zum 1. Oktober 1932 wurde das Kreisgebiet vergrößert. Die Städte Beuthen a./Oder und Schlawa, die Landgemeinden Aufzug, Beitsch, Bielawe, Bösau, Carolath, Deutsch Tarnau, Goile, Grochwitz, Groß Würbitz, Hammer, Hohenborau, Klein Würbitz, Krempine, Krolkwitz, Laubegast, Malschwitz, Nenkersdorf, Pfaffendorf, Pürschkau, Rädchen, Reinberg, Rosenthal, Sperlingswinkel, Tarnau, Thiergarten und Zöbelwitz sowie der Forstgutsbezirk Carolather Heide wechselten aus dem Kreis Grünberg in den Landkreis Glogau; zum Kreis hinzu kam außerdem die Landgemeinde Rostersdorf aus dem aufgelösten Kreis Steinau.
Am 1. April 1938 wurden die preußischen Provinzen Niederschlesien und Oberschlesien zur neuen Provinz Schlesien zusammengeschlossen. Zum 18. Januar 1941 wurde die Provinz Schlesien aufgelöst. Aus den Regierungsbezirken Breslau und Glogau wurde die neue Provinz Niederschlesien gebildet.
Von Januar bis April 1945 eroberte die Roten Armee das Kreisgebiet und übergab es in den folgenden zwei Monaten ortsweise dem am 14. März 1945 gebildeten Verwaltungsbezirk Nr. II Niederschlesien (Okręg Administracyjny II Dolnośląski) der Volksrepublik Polen. In der Folgezeit wurde nahezu die gesamte Bevölkerung aus dem Kreisgebiet vertrieben und durch Polen ersetzt. Es lebten dort am 1. Januar 1947 37.561 Polen und 2.691 Deutsche, letztere sämtlich außerhalb der Städte.

## Einwohnerentwicklung
| Jahr | Einwohner | Quelle |
| ---- | --------- | ------ |
| 1795 | 61.735    | [ 12 ] |
| 1819 | 62.870    | [ 13 ] |
| 1846 | 72.212    | [ 14 ] |
| 1871 | 74.237    | [ 15 ] |
| 1885 | 75.990    | [ 16 ] |
| 1900 | 72.622    | [ 17 ] |
| 1910 | 75.811    | [ 17 ] |
|      |           |        |
| 1925 | 52.516    | [ 18 ] |
| 1939 | 60.683    | [ 18 ] |

## Landräte
- 1742–175700Wenzel Friedrich von Stosch[4]
- 1757–176300Sigismund Rudolph von Berge und Herrendorf[4]
- 1765–177100George Oswald von Czettritz und Neuhaus[4]
- 1772–179800Siegfried Rudolph von Wagner und Wagenhoff[4]
- 1798–181200Heinrich Ernst Carl von Tschammer und Quaritz[4]
- 1812–184100Karl Heinrich von Eckartsberg
- 1841–184900Ludwig Wilhelm Bassenge
- 1849–186800Adolf von Selchow (1810–1878)
- 1868–188100Friedrich von Jagwitz (1819–1881)
- 1882–189600Maximilian Pilati von Thassul zu Daxberg
- 1896–191900Adolf Georg Singelmann
- 1919–193200Kurt Jerschke (1872–1948)
- 1932–193500Otto Gail (1887–1970)
- 1935–193800Horst Hacker (1905–1988)
- 1938–194500Hans Kümper

## Kommunalverfassung
Der Kreis Glogau gliederte sich seit dem 19. Jahrhundert in Städte, in Landgemeinden und Gutsbezirke. Mit Einführung des preußischen Gemeindeverfassungsgesetzes vom 15. Dezember 1933 gab es ab dem 1. Januar 1934 eine einheitliche Kommunalverfassung für alle preußischen Gemeinden. Mit Einführung der Deutschen Gemeindeordnung vom 30. Januar 1935 trat zum 1. April 1935 im Deutschen Reich eine einheitliche Kommunalverfassung in Kraft, wonach die bisherigen Landgemeinden nun als Gemeinden bezeichnet wurden. Eine neue Kreisverfassung wurde nicht mehr geschaffen; es galt wie seit 1881 die Kreisordnung für die Provinzen Ost- und Westpreußen, Brandenburg, Pommern, Schlesien und Sachsen vom 19. März 1881.

## Gemeinden
Der Landkreis Glogau umfasste zuletzt drei Städte und 111 Landgemeinden:
- Alt Kranz
- Altwasser
- Andersdorf
- Aufzug
- Bansau
- Beichau
- Beuthen a./Oder, Stadt
- Biegnitz
- Borkau
- Brieg
- Brostau
- Buchendamm
- Buchenhang
- Buschacker
- Carolath
- Dalkau
- Dammfeld
- Deutscheck
- Dornbusch
- Dreidorf
- Drogelwitz
- Friedenshagen
- Friedrichslager
- Fröbel
- Glogischdorf
- Gramschütz
- Grochwitz
- Groß Vorwerk
- Guhlau
- Gusitz
- Gustau
- Gutendorf
- Hahnenfeld
- Hainbach-Töppendorf
- Hammer
- Hangwalde
- Haselquell
- Henzegrund
- Hermsdorf
- Herrndorf
- Herzogtal
- Hochkirch
- Höckricht
- Hohenborau
- Jakobskirch
- Kaltenfeld
- Kladau
- Klautsch
- Klein Gräditz
- Klein Kauer
- Klein Logisch
- Klein Tschirne
- Klein Vorwerk
- Klemnitz
- Klopschen
- Kosel
- Kottwitz
- Kreidelwitz
- Krolkwitz
- Kummernick
- Kunzendorf
- Kuttlau
- Laubegast
- Lerchenberg
- Linden
- Lindenkranz
- Malschwitz
- Marienquell
- Milchau
- Moßwitz
- Nenkersdorf
- Neu Strunz
- Neuhammer
- Nieder Polkwitz
- Nilbau
- Ober Zauche
- Obisch
- Polkwitz, Stadt
- Priedemost
- Pürschkau
- Putschlau
- Quaritz
- Rabsen
- Rauschwitz
- Rettkau
- Roggenfelde
- Rosenthal
- Rostersdorf
- Sabel
- Schlawa, Stadt
- Schönau
- Schrepau
- Schrien
- Schwusen
- Sieglitz
- Simbsen
- Skeyden
- Suckau
- Tauer
- Thiergarten
- Trebitsch
- Tschepplau
- Tschirnitz
- Tschopitz
- Urstetten
- Weißholz
- Wettschütz
- Wiesau
- Wiesenbusch
- Wilkau
- Willschau
- Wühleisen
- Würchland
- Ziebern

Zum Landkreis gehörte außerdem der unbewohnte Forstgutsbezirk Carolather Heide.
Bis 1938 verloren die folgenden Gemeinden ihre Eigenständigkeit:
- Alt Strunz, am 1. April 1937 zu Deutscheck
- Arnsdorf, am 1. April 1937 zu Herzogtal
- Baunau, am 1. April 1937 zu Schönau
- Bautsch, am 1. April 1937 zu Tschirnitz
- Beitsch, am 1. April 1937 zu Hangwalde
- Beuthnig, am 1. April 1938 zu Schrepau
- Bösau, am 1. April 1937 zu Friedrichslager
- Buchwald, am 1. April 1937 zu Buchendamm
- Dammer, am 1. April 1937 zu Dornbusch
- Denkwitz, am 1. April 1937 zu Buchenhang
- Deutsch Tarnau, am 1. April 1937 zu Hangwalde
- Doberwitz, am 1. April 1937 zu Gutendorf
- Druse, am 1. April 1937 zu Wiesenbusch
- Fähreichen, am 1. April 1937 zu Kottwitz
- Gleinitz, am 1. April 1937 zu Hasenquell
- Golgowitz, am 1. April 1937 zu Drogelwitz
- Görlitz, am 1. April 1937 zu Marienquell
- Grabig, am 1. April 1937 zu Kaltenfeld
- Groß Gräditz, am 1. April 1938 zu Hochkirch
- Groß Kauer, am 1. April 1937 zu Dalkau
- Groß Logisch, am 1. April 1938 zu Wiesau
- Groß Schwein, am 30. September 1928 zu Obisch
- Groß Würbitz, am 1. April 1937 zu Dreidorf
- Gurkau, am 1. April 1937 zu Sieglitz
- Gusteutschel, am 1. April 1937 zu Hahnenfeld
- Hünerei, am 1. April 1937 zu Wiesenbusch
- Jätschau, am 1. April 1937 zu Friedenshagen
- Karitsch, am 1. April 1937 zu Kaltenfeld
- Kattschütz, am 1. April 1937 zu Würchland
- Klein Würbitz, am 1. April 1937 zu Dreidorf
- Kosiadel, am 1. April 1937 zu Dammfeld
- Kotzemeuschel, am 1. April 1937 zu Dammfeld
- Leipe, am 1. April 1938 zu Wiesau
- Leutbach, am 1. April 1937 zu Buchenhang
- Mahnau, am 1. April 1938 zu Klein Logisch
- Mangelwitz, am 1. April 1937 zu Buschacker
- Merzdorf, am 1. April 1937 zu Deutscheck
- Meschkau, am 1. April 1937 zu Quaritz
- Modlau, am 1. April 1937 zu Hahnenfeld
- Mürschau, am 1. April 1937 zu Schönau
- Musternick, am 1. April 1937 zu Herzogtal
- Neuacker, am 1. April 1937 zu Aufzug
- Noßwitz, am 1. April 1938 zu Urstetten
- Pfaffendorf, am 1. April 1937 zu Dreidorf
- Polkwitzer Neuländer, ca. 1928 aufgelöst
- Porschütz, am 1. April 1938 zu Altwasser
- Pürschen, am 1. April 1937 zu Würchland
- Quilitz, am 1. April 1937 zu Marienquell
- Rädchen, am 1. April 1938 zu Hammer
- Ransdorf, am 1. April 1938 zu Wiesau
- Reinberg, am 1. April 1937 zu Carolath
- Reinberg, am 1. April 1938 zu Borkau
- Rietschütz, am 1. April 1937 zu Roggenfelde
- Rodenhaide, am 1. April 1937 zu Laubegast
- Salisch, am 1. April 1937 zu Deutscheck
- Samitz, am 1. April 1937 zu Buschacker
- Schabitzen, am 1. April 1937 zu Roggenfelde
- Schlatzmann, am 1. April 1937 zu Kladau
- Schloin, am 1. April 1938 zu Ziebern
- Seppau, am 1. April 1937 zu Dalkau
- Sperlingswinkel, am 1. April 1937 zu Laubegast
- Stumberg, am 1. April 1937 zu Hasenquell
- Tarnau, am 1. April 1937 zu Dornbusch
- Tarnau am See, am 1. April 1938 zu Hammer
- Thamm, am 1. April 1937 zu Buchendamm
- Weckelwitz, am 1. April 1937 zu Gutendorf
- Weichnitz, am 1. April 1937 zu Henzegrund
- Weidisch, am 1. April 1938 zu Urstetten
- Woischau, am 1. April 1938 zu Borkau
- Würchwitz, am 1. April 1937 zu Hasenquell
- Zarkau, am 1. April 1938 zu Urstetten
- Zerbau, am 1. April 1938 zu Lerchenberg
- Zöbelwitz, am 1. April 1937 zu Friedrichslager

## Ortsnamen
1936 und 1937 wurden im Landkreis Glogau zahlreiche Gemeinden umbenannt:
- Beichau → Oderhorst
- Bielawe → Lindenkranz
- Drogelwitz → Eichendamm
- Goile → Rodenheide
- Grochwitz → Heidegrund
- Gusitz → Schenkfeld
- Klautsch → Seehagen
- Klein Gräditz → Niederfeld
- Klein Tschirne → Alteichen
- Klemnitz → Roggendorf
- Kottwitz → Fähreichen
- Kotzemeuschel → Dammfeld
- Kreidelwitz → Lindenbach
- Krempine → Neuacker
- Krolkwitz → Weißfurt
- Kummernick → Eichbach
- Malschwitz → Wiesenberge
- Moßwitz → Brückenfeld
- Nieder Polkwitz → Sandhofen
- Polkwitz → Heerwegen
- Priedemost → Vorbrücken
- Quaritz → Oberquell
- Rauschwitz → Rauschenbach
- Salisch → Hinterwald
- Schlawa → Schlesiersee
- Schmarsau → Vogtshagen
- Schrepau → Schwarztal
- Sieglitz → Bismarckhöhe
- Trebitsch → Rodetal
- Tschopitz → Klettental
- Tschepplau → Langemark
- Tschirnitz → Ehrenfeld
- Tschopitz → Klettental
- Weichnitz → Henzegrund
- Wilkau → Wolfau

## Persönlichkeiten
- Eduard Müller (1818–1895), Priester, MdR
- Benno Fröde (* 13. Februar 1866), Komponist[19]
- Karl Brückner (1904–1945), NSDAP-Kreisleiter